# Myra Hindley
Myra Hindley, född 23 juli 1942, död 15 november 2002, var en brittisk seriemördare, som tillsammans med sin pojkvän Ian Brady (1938–2017) rövade bort och mördade fem barn mellan juli 1963 och oktober 1965. De flesta av deras offer hade utnyttjats sexuellt innan de mördades. Paret dokumenterade även sina brott och hade ett stort fotokartotek, samt även en bandinspelning av en flickas skrik medan de torterade henne.
Hindley och Brady träffades ganska tidigt, de hade ett delat intresse för nazism. Efter en tid så blev de alltmer upphetsade över nazirepliker, pornografi och sadism. Detta ledde till att de började röva bort och mörda barn då de hade tröttnat på att bara ta nakenbilder av sig själva och utföra sexuella lekar.
De är förevigade i låten Suffer Little Children med The Smiths. Sångaren Morrissey var bara några år yngre än de mördade barnen och deras försvinnande påverkade honom under hans uppväxt.
Så även i Crass låt Mother Earth och Throbbing Gristles inspelning Very Friendly.
Paret dömdes 1966 till livstids fängelse och Hindley dog år 2002 på ett sjukhus nära Highpoint-fängelset i Suffolk.

## Fotnoter
1. ↑  Seriemördaren Myra Hindley död Dagens Nyheter 16 november 2002. Läst 3 mars 2016.
2. ↑  Moors murderer Hindley dies (engelska) BBC News 16 november 2002. Läst 3 mars 2016.